# Chemische Fabrik Rhenania

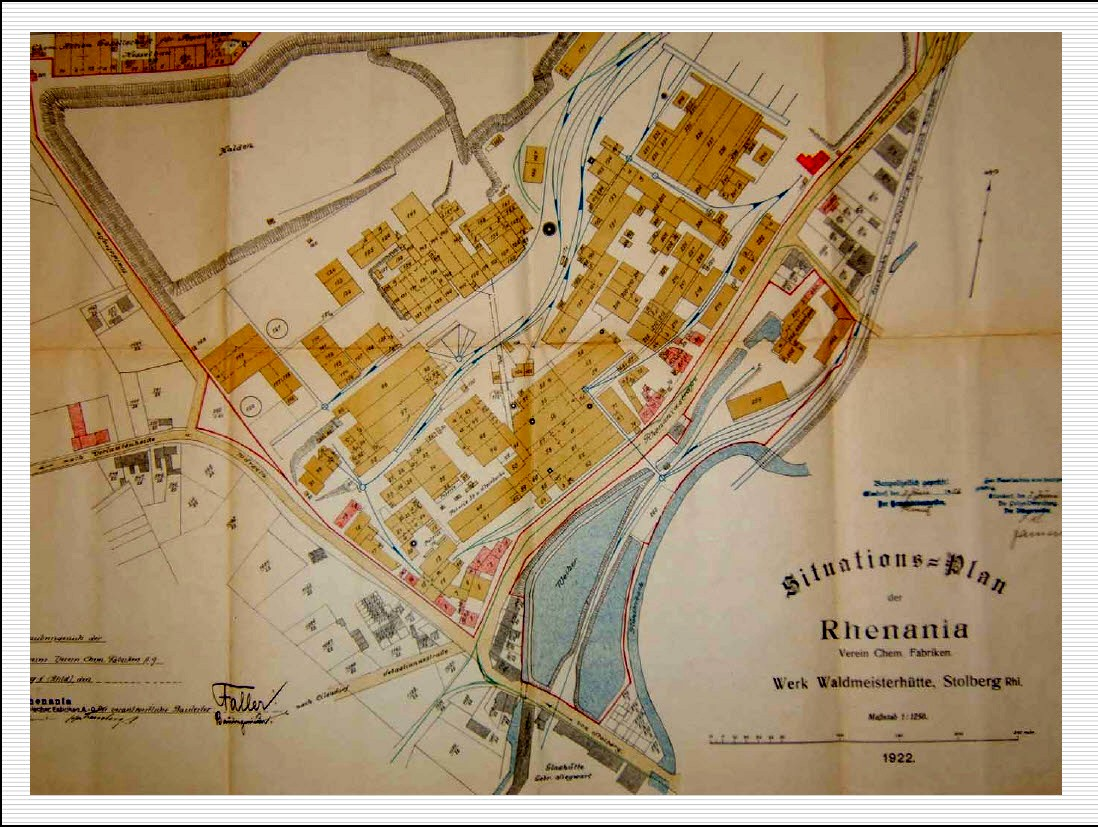
Chemische Fabrik Rhenania AG und Rhenania-Halde

Die Chemische Fabrik Rhenania AG ist eine ehemalige Soda- und Schwefelsäurefabrik, die 1852 im Stolberger Stadtteil Atsch von Friedrich Wilhelm Hasenclever gegründet und nach den Zerstörungen im Zweiten Weltkrieg stillgelegt wurde. Die zu diesem Unternehmen gehörende Rhenania-Halde existiert allerdings nach wie vor und stellt als Altlast ein erhebliches Umweltrisiko dar, welches hohe Kosten verursacht.

## Ära Friedrich Wilhelm Hasenclever
Im Jahr 1850 kam der studierte Chemiker und Besitzer einer Aachener Apotheke nach Stolberg, wo er im Ortsteil Atsch in relativer Nähe zur Grube Atsch, von der er die Kohle bezog, zunächst die Waldmeisterhütte gründete. Hier bereitete er mit Hilfe von Röstöfen die im Stolberger Raum in ausreichendem Maße vorhandene Zinkblende zur Verhüttung auf. Dabei entwickelte er ein Verfahren, um aus dieser Zinkblende Schwefelsäure herzustellen, wodurch der zuvor übliche Import von Schwefel und Schwefelkies unnötig wurde. Bereits zwei Jahre später gelang es Hasenclever zusammen mit den Unternehmern Max Braun und Eugène Godin, welche er auf einem Galmeibergwerk in Altenberg, dem heutigen Kelmis, kennengelernt hatte, sein Unternehmen, welches dann als „Hasenclever & Co.“ firmierte, maßgeblich zu erweitern und sie begannen mit Hilfe des Leblanc-Verfahrens Schwefelsäure zu Soda zu verarbeiten.
Unter der Leitung Hasenclevers entwickelte sich nun ein bedeutendes Unternehmen, welches 1856 in die Aktiengesellschaft „Chemische Fabrik Rhenania AG“ umgewandelt wurde. Im Jahr 1863 gelang es dem Werk als erstes Unternehmen Deutschlands, aus Überresten der Sodaproduktion Schwefel zu regenerieren. Nur ein Jahr später widmete sich die Rhenania auch der Produktion von Chlorbarium, Wasserglas, Mineraldünger, Superphosphate, Sulfate und Glaubersalz.
Ebenfalls 1864 übernahm das Unternehmen noch die unter Liquidation stehende Fensterglashütte von der Firma „Stolberger Glashüttengesellschaft Emil Rabe & Co.“ auf der Schneidmühle, die bereits 1861 mit der Glashütte in Nievelstein bei Herzogenrath zusammengelegt worden war.
Die Rhenania brachte zwischenzeitlich das bei ihr praktizierte Leblanc-Verfahren auf einen weltweit anerkannten hohen Standard und konstruierte dazu eigene Anlagen wie beispielsweise den  „Sodarevolver“, die „Thelen-Pfanne“ zum Eindampfen der Sodalauge, bei der mittels mechanisch bewegter Kratzer ein Festbrennen der Soda verhindert wurde und der „Hasenclever'sche Zylinderapparat“ zur kontinuierlichen Herstellung von Chlorkalk. Nachdem 1865 das Solvay-Verfahren von Ernest Solvay entwickelt worden war, welches das Leblanc-Verfahren ablösen sollte, versuchte der ab 1866 bei der Rhenania eingestellte Betriebsleiter Moritz Honigmann eine moderne Laboranlage zur Herstellung von Ammoniaksoda nach diesem neuen Verfahren zu installieren. Die Firma weigerte sich jedoch aus betriebswirtschaftlichen Gründen, dieses modernere Verfahren zur Produktion von Soda einzusetzen und Honigmann verließ daraufhin 1868 das Unternehmen und errichtete zwei Jahre später auf dem Gelände der Königsgrube im Würselener Ortsteil Grevenberg die erste deutsche Ammoniaksoda-Fabrik.
Als Begründung für ihre Ablehnung gab die Rhenania AG an, dass das erforderliche Ammoniak von auswärtigen Gasfabriken oder Kokereien hätte bezogen werden müssen und dass die im Werk weiterhin anfallende Schwefelsäure, die dann für die Sodaproduktion wegfiele, nicht mehr in ausreichendem Maße und zu einem wirtschaftlichen Preis hätte abgesetzt werden können. Außerdem würde sich bei der Solvay-Methode das im Kochsalz enthaltene Chlor an Kalzium binden und damit ebenfalls jeglicher weiterer Nutzung entziehen. Das Chlor war für die Rhenania überlebenswichtig, da sie mit den Gewinnen aus ihren Chlorprodukten die Verluste aus der Sodaproduktion wettmachen konnten, die in den 1860er-Jahren von einem internationalen Preisverfall betroffen waren. Der Nachteil dieser Entscheidung war allerdings, dass die beim Leblanc-Verfahren in großem Maße anfallenden Abfallprodukte auf der benachbarten Rhenania-Halde deponiert werden mussten und bis in die heutige Zeit ein erhebliches Umweltproblem darstellen.
Am 25. Dezember 1874 verstarb der Firmengründer Friedrich Wilhelm Hasenclever und sein Sohn Robert Hasenclever, der bereits nach Abschluss seines Ingenieurstudiums ab 1864 im väterlichen Betrieb tätig gewesen war, wurde neuer Leiter der Rhenania.

## Ära Robert Hasenclever
Robert Hasenclever übernahm ein wirtschaftlich gut aufgestelltes Unternehmen, dem lediglich noch die Anbindung an das Schienennetz fehlte. Hasenclever setzte sich deshalb vorrangig dafür ein, dass schon ein Jahr später die „Chemische Fabrik Rhenania AG“ mit einem Werkgleis, abgehend vom Bahnhof Stolberg-Atsch, an das Schienennetz der Aachen-Jülicher Eisenbahn-Gesellschaft angeschlossen werden konnte. Im Jahr 1882 erhielt dann die Rhenania das Patent für einen von ihren Ingenieuren entwickelten „Rhenania-Röstofen“, welcher in den nächsten Jahrzehnten weltweit Verwendung zum Rösten von Zinkblende fand.
Im Jahr 1873 erweiterte Hasenclever seine Fabrikation durch den Ankauf des im gleichen Jahr stillgelegten vormaligen Messingwalzwerks Atscher Mühle und richtete dort eine Fassbinderei zum Abfüllen der chemischen Produkte ein. Schließlich übernahm er im Jahr 1887 Teile der „Chemischen Fabrik Rheinau“ im Mannheimer Stadtbezirk Rheinau, die seit 1873 ebenfalls nach dem Leblanc-Verfahren Soda und Pottasche herstellte, aber 1884 ihre Produktion mangels Rentabilität einstellen musste. Vor der Übernahme wurde das Unternehmen noch grundlegend saniert und anschließend mit modernsten Maschinen ausgestattet. In den Folgejahren fand hier schwerpunktmäßig die Herstellung von Salzsäure und ihrer Nebenprodukte sowie ab den 1890er-Jahren die Produktion von Schwefel- und Salpetersäure, Chlorkalk und Natriumsulfat statt.
Nachdem von 1891 bis 1896 der Chemiker Friedrich Quincke als Betriebsleiter bei der Rhenania eingestellt worden war, begann das Unternehmen Mitte der 1890er-Jahre mit der Produktion von Pankreatin. Dieses diente zum einen als Medikament bei Verdauungsbeschwerden und ersetzte zum anderen ab 1907 als Beizmittel den auf Grund seines Gehaltes an Trypsin in Gerbereien verwendeten Hundekot.
Im Gegenzug veräußerte Hasenclever im Jahr 1899 die von seinem Vater erworbene Fensterglashütte an die „Glashütte, vorm. Gebr. Siegwarth & Co. AG“ in Stolberg, welche diese dann noch bis 1928 weiterbetrieben.
Am 28. Juni 1902 verstarb Robert Hasenclever und sein Sohn Max Hasenclever (1869–1939) übernahm in dritter Generation und als Mitglied eines dreiköpfigen Direktoriums die zu einem Großbetrieb aufgestiegene „Chemische Fabrik Rhenania AG“.

## Ära Max Hasenclever

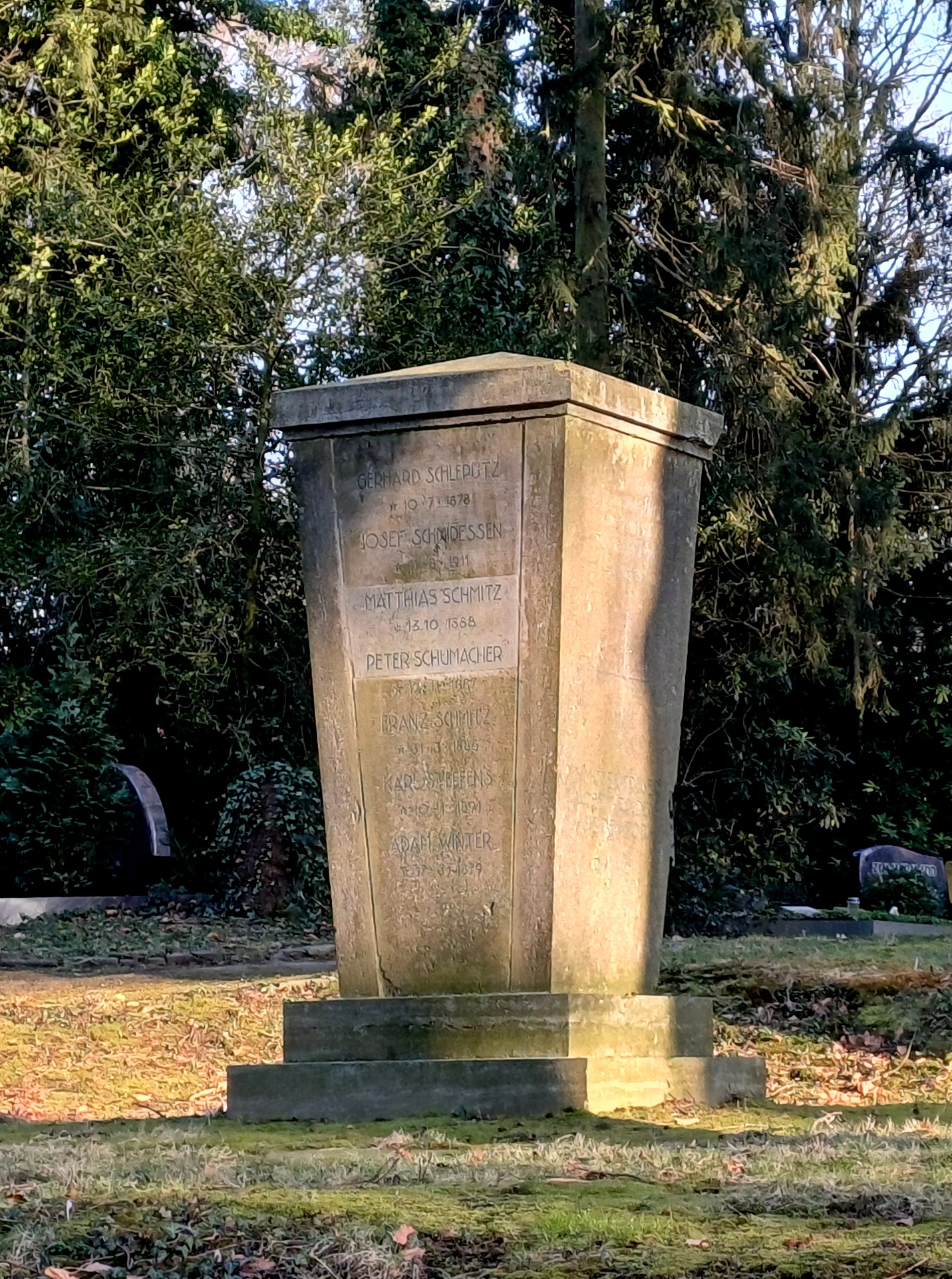
Denkmal für die Verstorbenen der Rhenania AG auf dem Ehrenfriedhof Bergstraße

Die Ära Max Hasenclevers war vor allem gekennzeichnet durch zahlreiche Fusionen und Neuausrichtungen mit dem Zweck, den Fortbestand der Rhenania anbetracht eines sich vor allem nach dem Ersten Weltkrieg neu aufzustellenden Marktes zu sichern.
Zunächst trennte sich Hasenclever im Jahr 1912 von der ehemaligen „Chemischen Fabrik Rheinau“ in Mannheim, welche zu diesem Zeitpunkt rund 320 Mitarbeiter beschäftigte, und übertrug diese an die von dem Industriellen Theodor Goldschmidt geführte „Th. Goldschmidt AG“, der auf der Suche nach einer sicheren Belieferung mit Vorprodukten und Schwerchemikalien war.
Im Jahr 1917 übernahm die Rhenania AG die 1890 von Walter Feldt gegründete „Chemische Fabrik Hönningen, vorm. Walther Feld & Co. KG“ in Bad Hönningen und war im gleichen Zeitraum zusammen mit den  „Kaliwerken Friedrichshall AG“ an der Gründung der „Claus-Schwefel GmbH“ in Bernburg an der Saale beteiligt, die Schwefel nach dem Claus-Verfahren herstellten. Drei Jahre später folgte der Zusammenschluss der Rhenania AG mit dem Verein Chemischer Fabriken in Mannheim mit Hauptsitz in Aachen und Zweigniederlassung in Mannheim sowie 1925 mit der „Chemische Fabrik Kunheim & Co. AG“ mit Sitz in Berlin, woraufhin das Unternehmen in „Rhenania-Kunheim Vereinigte Chemische Fabriken AG“ umfirmiert und die Zentrale in Berlin eingerichtet wurde. Wiederum nur drei Jahre später fusionierte schließlich die Rhenania-Kunheim mit der „Kaliwerke Neu-Staßfurt – Friedrichshall AG“, welche 1921 ihrerseits durch den Mehrheitserwerb der „Kaliwerke Friedrichshall AG“ an den „Kaliwerken Neu-Staßfurt“ in Sachsen-Anhalt entstanden war. Gemäß Hauptversammlungsbeschluss vom 6. September 1928 wurde diese neue Unternehmenskonstellation nun zu Kali Chemie AG mit Sitz in Berlin umbenannt, in der sich sowohl die Sodaherstellung als auch die hierzu erforderliche Gewinnung von Steinsalz in einer Hand befanden. Erhalten blieb der ursprüngliche Firmenname des Stolberger Unternehmens in dem seit 1918 hergestellten Produkt „Rhenania-Phosphat“, welches aus belgischem Kreidephosphat und Phonolith hergestellt wurde.

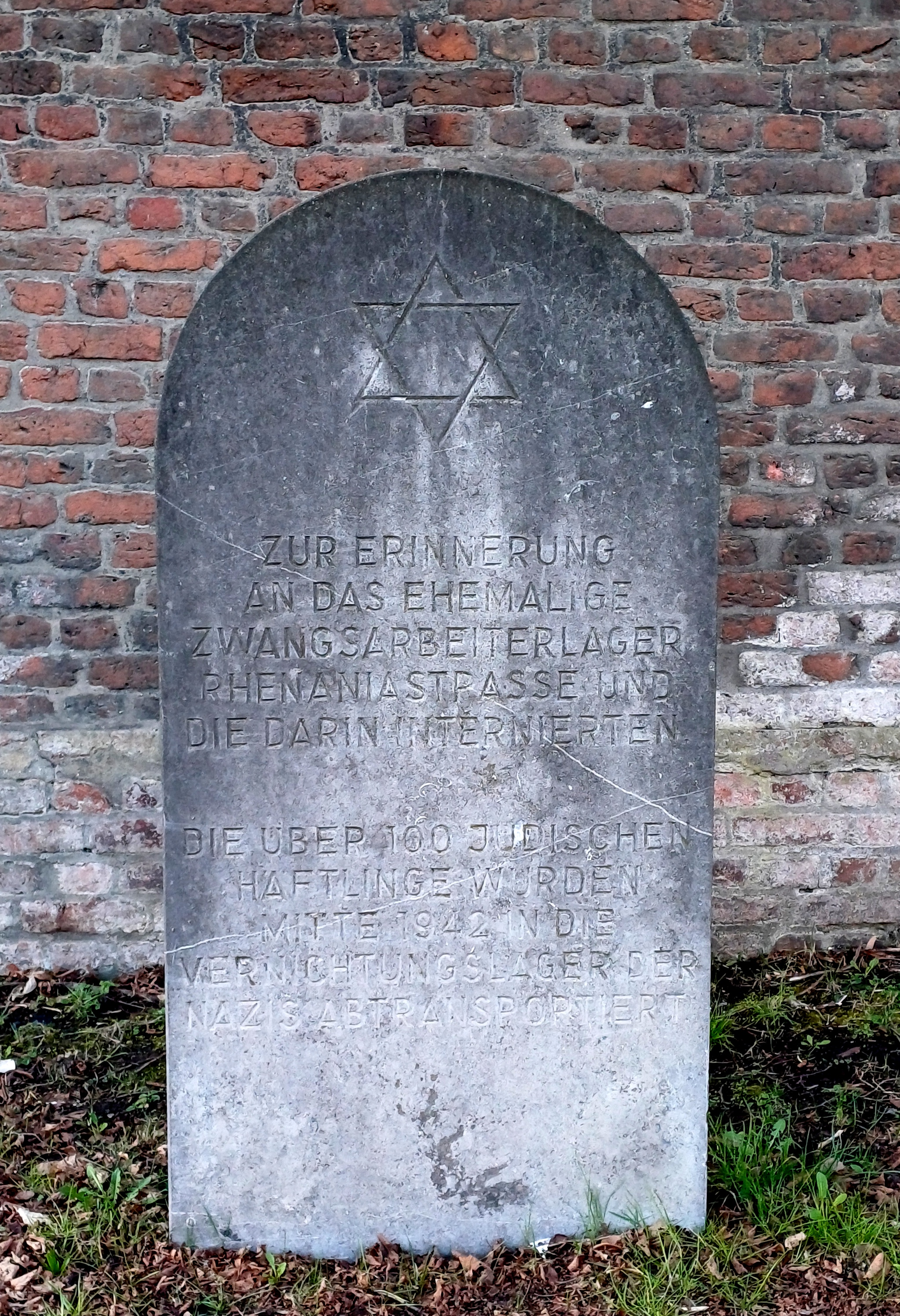
Denkmal für die Zwangsarbeiter der Rhenania AG an der Rhenaniastraße

Nachdem im Jahr 1939 Max Hasenclever verstorben war, wurde bedingt durch den beginnenden Zweiten Weltkrieg die Produktion schrittweise an die neuen Verhältnisse angepasst. Dazu wurden unter anderem die Räumlichkeiten der Fassbinderei auf dem Gelände der ehemaligen Atscher Mühle als Lager und Arbeitsstätte für Juden genutzt, die 1942 von dort in die Vernichtungslager deportiert wurden sowie für russische, ukrainische und polnische Zwangsarbeiter und Kriegsgefangene. In den nun folgenden Kriegsjahren wurde das Stolberger Werk nahezu völlig zerstört und die Kali-Chemie verzichtete daraufhin nach dem Krieg auf einen Wiederaufbau dieses Traditionsunternehmens. Die Kali Chemie selbst wurde seit 1992 zu 100 % in den Unternehmensbereich der Solvay GmbH integriert, nachdem diese bereits seit 1954 Hauptaktionär der Kali Chemie AG geworden war, wodurch Solvay unter anderem Rechtsnachfolgerin und Eigentümerin auch der Rhenania-Halde und deren Umweltproblematik wurde.

## Altlast Rhenania-Halde

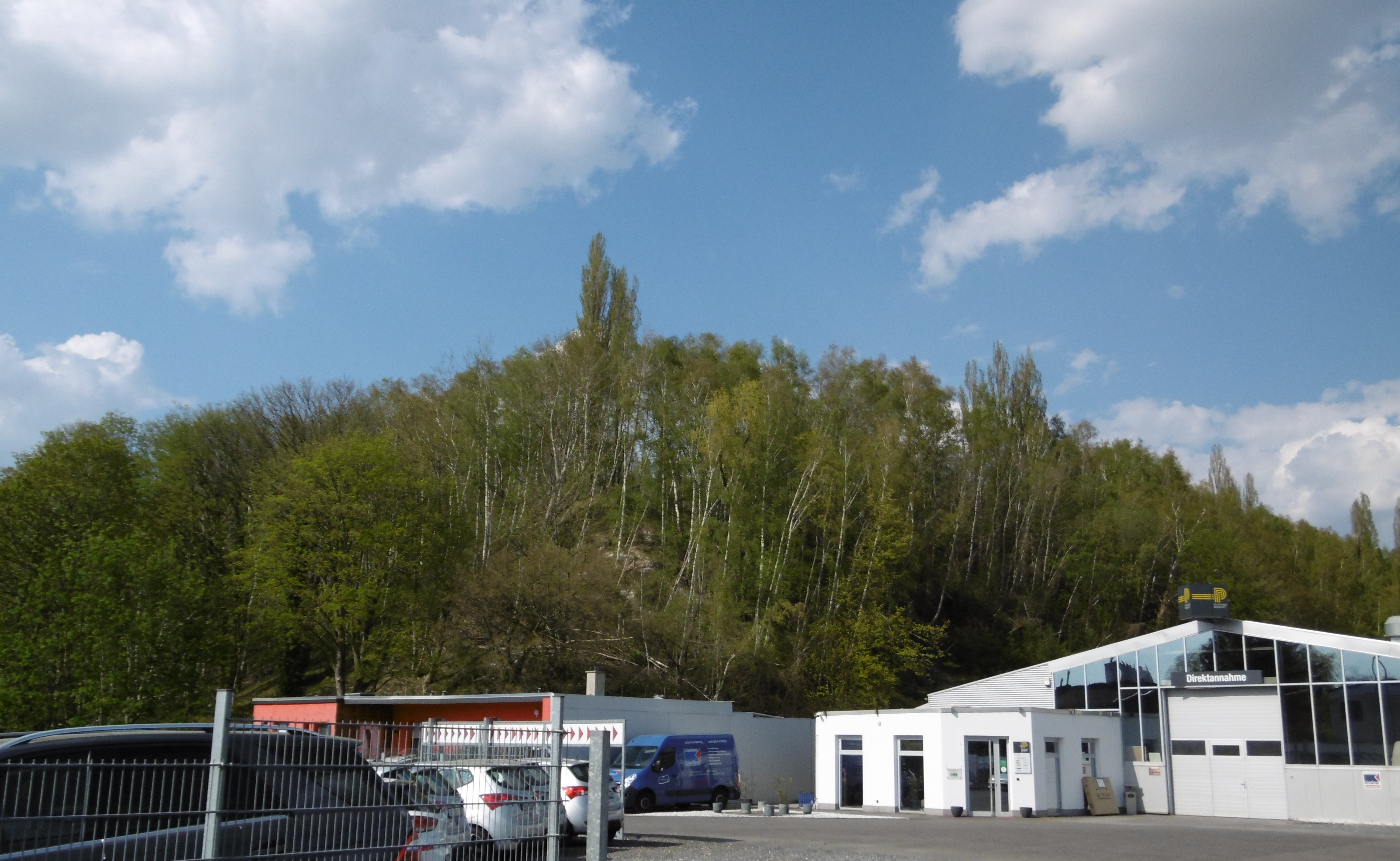
Rhenania-Halde

Seit Anbeginn ihrer Produktion bis zu ihrer Stilllegung hatte die „Chemische Fabrik Rhenania AG“ die Rückstände aus ihrer Sodaproduktion und andere Abfallprodukte in unmittelbarer Nachbarschaft zu einer Industriehalde aufgeschichtet, die auf einer Grundfläche von ca. 78.000 m² mit einem Volumen von ca. 2,6 Mio. Kubikmetern auf eine Höhe von 38 Metern angewachsen war und noch heute das Ortsbild prägt. Diese Halde setzt sich zusammen sowohl aus anorganischen Calciumsalzen und Calciumsulfiden, wobei jeweils pro produziertem Kilogramm Soda ein Kilogramm Calciumsulfid angefallen war, als auch aus Schlacken aus der Metallverhüttung, Aschen aus Feuerungsanlagen, Bauschutt aus Gebäudeabrissen und Fehlchargen aus der Produktion. Anfallende und in die Halde versickernde Niederschläge bewirken eine Lösung verschiedener Substanzen aus dem Innern der Halde, vor allem von Sulfiden und Sulfaten, welche zu schwefelhaltigem Sickerwasser mit einer entsprechenden Belastung des Grundwassers sowie zu einer enormen Geruchsbelästigung führten. Außerdem war bis zum Start der unten beschriebenen Sanierungsmaßnahmen die Standsicherheit der Halde gefährdet.
Dennoch hatte sich die Natur über Jahrzehnte hinweg die Halde zurückerobert und diese ist heute als überregional bedeutsamer Standort von teilweise sehr seltenen Orchideenarten bekannt, wie beispielsweise Sumpf-Stendelwurz, Zweiblatt, Waldhyazinthen und den Knabenkräutern, die allesamt dem gesetzlichen Artenschutz unterliegen. Darüber hinaus wurde ab Mitte des 20. Jahrhunderts eine heute nicht mehr existente Kartbahn auf der Halde eingerichtet, wodurch diese zwischenzeitlich als lokaler Eventplatz genutzt wurde.
Erst 2007 entschlossen sich die Städteregion Aachen, der Altlasten-Sanierungsverband NRW und die Solvay Deutschland GmbH, die Rhenania-Halde aufwändig und unter Berücksichtigung des Artenschutzes zu sanieren. Dabei wurden zunächst Oberflächenabdichtungen vorgenommen und Drainagen für das Sickerwasser verlegt, welches in einem Haldengraben aufgefangen und einem neu installierten Bioreaktor zugeführt wird. Dort wird das verunreinigte Wasser umweltgerecht gereinigt und über dem naheliegenden Saubach der Inde zugeführt. Darüber hinaus wurden die Wege der stillgelegten Kartbahn renaturiert und die Halde selbst mit 13.000 Kubikmetern Erdreich nivelliert sowie die Böschungen stabilisiert. Anschließend folgte eine Bepflanzung mit mehreren Tausend Douglasien, die in erheblichem Maße Feuchtigkeit aufsaugen und verdunsten können, wodurch der Sickerwasseranteil mittlerweile um mehr als 50 % verringert werden konnte.
Im Jahr 2013 betrugen die Gesamtkosten bis dahin noch nicht vollständig abgeschlossenen Sanierungsarbeiten auf mehr als 10 Millionen Euro, wobei die Solvay GmbH etwa die Hälfte der Kosten trug. Hinzu kamen noch die laufenden Folgekosten für den Betrieb des Bioreaktors und der weiteren Instandhaltung der aufgeforsteten Halde.